# 夏正民
夏正民，GBS（1944年7月24日—），前香港終審法院非常任法官及香港高等法院上訴庭法官。

## 經歷
夏正民生於印度孟買，在澳洲長大，曾先後在英國及津巴布韋生活。1967年獲倫敦大學頒授法學士學位（修畢於羅德西亞大學學院、倫敦大學的境外學院），1971年在津巴布韋獲得律師資格。他早年曾在津巴布韋擔任記者、軍人和作家，並曾出任為律師、公證人及財產轉讓經辦人。他的小說曾改編成電影《禿鷹敢死隊》（Game For Vultures）。
1983年移居香港，歷任律政署檢察官、高級檢察官、副首席檢察官。1991年離開政府，加入司法機構，出任地方法院法官，1998年任高等法院原訟法庭法官，2008年任高等法院上訴法庭法官，2010年9月1日起兼任終審法院香港非常任法官。2012年7月退休並卸任上訴庭法官一職，留任終審法院非常任法官至2016年8月，同年獲香港政府頒授金紫荊星章。

## 公職
香港律政署:
- 律政署檢察官（出任於1983年）
- 律政署高級檢察官（升任於1984年）
- 律政署副首席檢察官（升任於1989年）

香港司法機構:
- 地方法院法官（獲任於1991年）
- 高等法院原訟法庭法官（獲任於1998年）
- 香港高等法院上訴法庭法官（2008年9月-2012年7月）
- 終審法院非常任法官（2010年9月-2016年8月）

其他公職:
- 較高級法院出庭發言權評核委員會主席（2010年7月-）
- 市場失當行為審裁處主席（2011年12月1日-2020年11月30日）[6][7][8]
- 證券及期貨事務上訴審裁處主席（2012年1月1日-2020年12月31日 ）[6][7][8]
- 廣深港高速鐵路香港段項目獨立專家小組主席（獲任於2014年5月）[9]
- 沙田至中環線項目紅磡站擴建部分的連續牆及月台層板建造工程調查委員會主席（獲任於2018年7月10日）[10]